# Erik Kynard
Erik Kynard Jr. (né le 3 février 1991 à Toledo dans l'Ohio) est un athlète américain, spécialiste du saut en hauteur, champion olympique 2012 depuis le 1er février 2019, à la suite de la disqualification pour dopage du vainqueur Ivan Ukhov.

## Biographie
Il fait ses débuts sur la scène internationale à l'occasion des Jeux panaméricains juniors de 2009. Il y décroche la médaille d'argent du concours de la hauteur avec un saut à 2,10 m.
Étudiant à l'Université d'État du Kansas, il remporte le titre NCAA 2011 avec un saut à 2,29 m. Il porte par ailleurs ses records personnels à 2,33 m en salle à Fayetteville, et à 2,31 m en plein air à l'occasion des Drake Relays de Des Moines. Il se classe troisième des Championnats des États-Unis 2011 (2,28 m) derrière ses compatriotes Jesse Williams et Dusty Jonas, obtenant sa qualification pour les championnats du monde. À Daegu, l'Américain ne parvient pas à franchir le cap des qualifications avec un saut à 2,28 m

En 2012, Erik Kynard établit la marque de 2,34 m lors des Drake Relays et améliore de trois cm son record personnel. Il se classe ensuite deuxième des sélections olympiques américaines, à Eugene, battu aux nombres d'essais par son compatriote Jamie Nieto (2,28 m). Début août, lors des Jeux olympiques de Londres, l'Américain franchit 2,29 m puis 2,33 m à sa première tentative. Il termine initialement deuxième du concours, derrière le Russe Ivan Ukhov (2,38 m), successivement disqualifié en février 2019, et devant trois athlètes ex æquo pour la médaille de bronze : le Canadien Derek Drouin, le Britannique Robert Grabarz et le Qatarien Mutaz Essa Barshim (2,29 m).

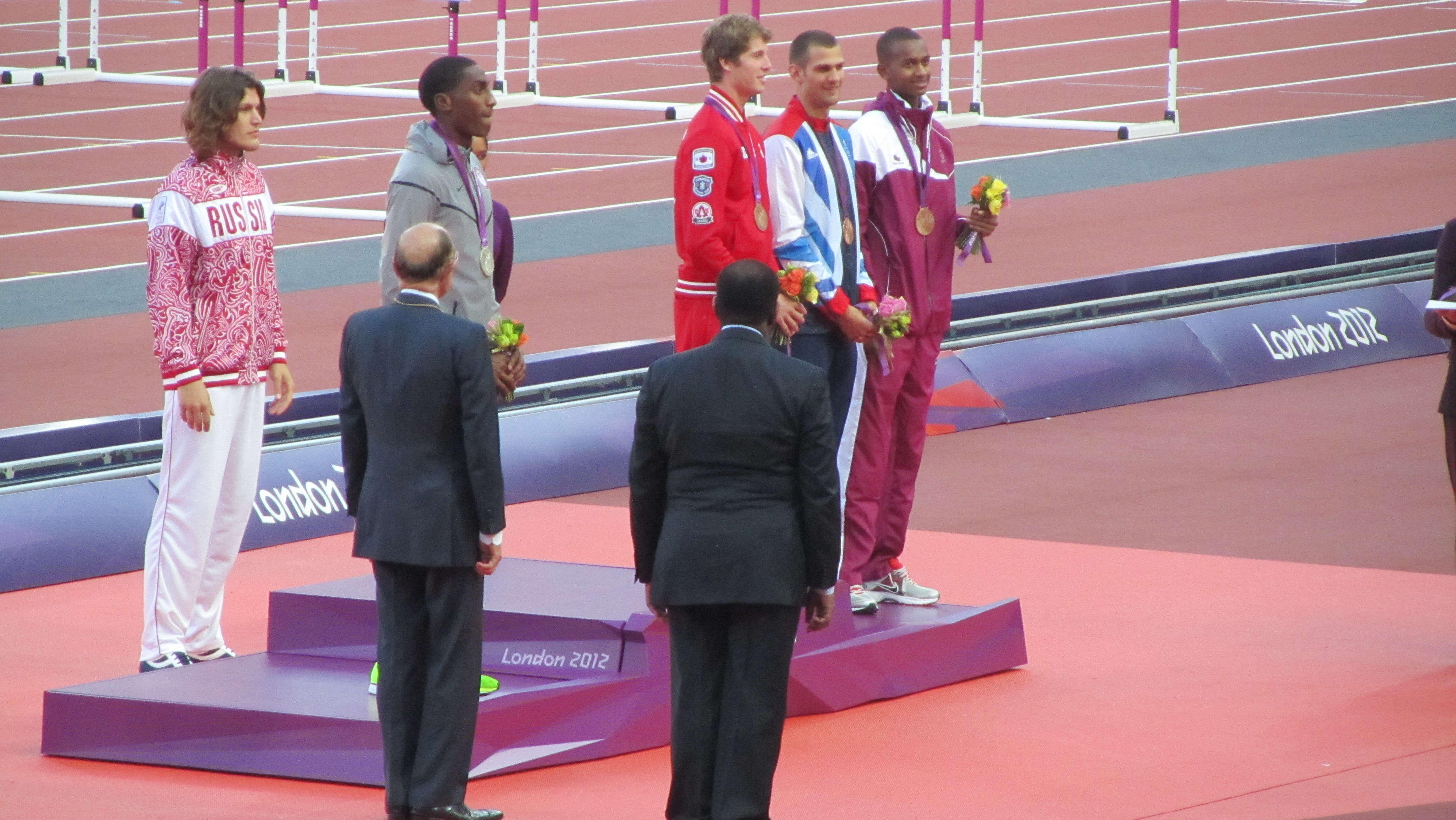
Erik Kynard (au centre) sur le podium des Jeux olympiques de 2012

Erik Kynard égale son record personnel de 2,34 m le 20 avril 2013 lors des Mt SAC Relays. Le 1er juin, lors du meeting de la Prefontaine Classic, à Eugene, il améliore de deux centimètres cette marque en franchissant une hauteur de 2,36 m, mais s'incline finalement devant Mutaz Essa Barshim, auteur de la meilleure performance mondiale de l'année avec 2,40 m. Le 4 juillet, à Lausanne, il porte son record personnel à 2,37 m.
En février 2014, à Birmingham, l'Américain améliore son record personnel en salle avec 2,34 m, performance qu'il égale un mois plus tard en finale des championnats du monde en salle de Sopot en Pologne où il termine au pied du podium. Début mai, au cours du Qatar Athletic Super Grand Prix de Doha, Erik Kynard égale son record personnel en plein air de 2,37 m en franchissant cette barre à son premier essai.
Le 28 juin 2014, il franchit au 2e essai la barre de 2,35 m pour remporter le titre de Champion des États-Unis à Sacramento. Le 26 juin 2015, il franchit la barre de 2,37 m pour confirmer son précédent titre de Champion des États-Unis à Eugene (Oregon).
Le 19 mars 2016, Kynard remporte la médaille de bronze des championnats du monde en salle de Portland avec un saut à 2,33 m et échoue de peu à 2,36 m. Il est devancé par l'Italien Gianmarco Tamberi et le Britannique Robert Grabarz. Le 5 juin 2016, Kynard franchit 2,35 m lors du Birmingham Grand Prix pour se classer second du concours, derrière Mutaz Essa Barshim (2,37 m). À Eugene, il remporte son quatrième titre national consécutif, avec 2,29 m, en se qualifiant pour les Jeux olympiques mais en échouant trois fois à 2,35 m.
Le 16 août 2016, Kynard se classe 6e de la finale des Jeux olympiques de Rio avec 2,33 m. À la fin de la saison, il remporte la Ligue de diamant 2016.
Lors des championnats nationaux 2017, il se classe 3e avec 2,27 m à Sacramento. Le 10 août 2017, lors des qualifications du saut en hauteur des Championnats du monde de Londres, Erik Kynard se blesse après un essai à 2,17 m et doit déclarer forfait pour le reste de la compétition.
De retour à la compétition durant l'hiver 2018, il remporte le titre national en salle le 17 février avec 2,30 m. Le 1er mars, il échoue au pied du podium des championnats du monde en salle de Birmingham avec 2,29 m, battu aux essais pour la médaille de bronze par l'Allemand Mateusz Przybylko.

## Palmarès
| Date | Compétition                        | Lieu                               | Résultat | Marque  |
| ---- | ---------------------------------- | ---------------------------------- | -------- | ------- |
| 2009 | Championnats panaméricains juniors | Port-d'Espagne                     | 2e       | 2,10 m  |
| 2011 | Universiade                        | Shenzhen                           | 13e      | 2,15 m  |
| 2011 | Championnats du monde              | Daegu                              | qual.    | 2,28 m  |
| 2012 | Jeux olympiques                    | Londres                            | 1er      | 2,33 m  |
| 2013 | Championnats du monde              | Moscou                             | 4e       | 2,32 m  |
| 2014 | Championnats du monde en salle     | Sopot                              | 3e       | 2,34 m  |
| 2014 | Ligue de diamant                   | Ligue de diamant                   | 3e       | détails |
| 2014 | Coupe continentale                 | Marrakech                          | 4e       | 2,31 m  |
| 2015 | Championnats du monde              | Pékin                              | 8e       | 2,25 m  |
| 2016 | Championnats du monde en salle     | Portland                           | 3e       | 2,33 m  |
| 2016 | Jeux olympiques                    | Rio de Janeiro                     | 6e       | 2,33 m  |
| 2016 | Ligue de diamant                   | Ligue de diamant                   | 1er      | détails |
| 2017 | Circuit mondial en salle de l'IAAF | Circuit mondial en salle de l'IAAF | 2e       | détails |
| 2018 | Championnats du monde en salle     | Birmingham                         | 4e       | 2,29 m  |

### National
- Championnats des États-Unis (plein air) :
  - vainqueur en 2013, 2014,  2015 et 2016 ; 2e en 2012, 3e en 2011,
- Championnats NCAA : 
  - vainqueur en 2011 et 2012

## Records
| Épreuve         | Épreuve   | Marque | Lieu                    | Date                                        |
| --------------- | --------- | ------ | ----------------------- | ------------------------------------------- |
| Saut en hauteur | Plein air | 2,37 m | Lausanne Doha Eugene    | 4 juillet 2013 9 mai 2014 26 juin 2015      |
| Saut en hauteur | Salle     | 2,34 m | Birmingham Sopot Boston | 15 février 2014 9 mars 2014 28 février 2015 |